# 1051
| Calendário gregoriano                                                        | 1051 MLI                                             |
| Ab urbe condita                                                              | 1804                                                 |
| Calendário arménio                                                           | 500 – 501                                            |
| Calendário bahá'í                                                            | -793 – -792                                          |
| Calendário budista                                                           | 1595                                                 |
| Calendário chinês                                                            | 3747 – 3748 Início a 14 de janeiro (aproximadamente) |
| Calendário copta                                                             | 767 – 768                                            |
| Calendário etíope                                                            | 1043 – 1044                                          |
| Calendários hindus - Vikram Samvat - Calendário nacional indiano - Cáli Iuga | 1106 – 1107 972 – 973 4151 – 4152                    |
| Calendário Holoceno                                                          | 11051                                                |
| Calendário islâmico                                                          | 442 – 443                                            |
| Calendário judaico                                                           | 4811 – 4812                                          |
| Calendário persa                                                             | 429 – 430                                            |
| Calendário rúnico                                                            | 1301                                                 |
| Calendário solar tailandês                                                   | 1594                                                 |

1051 (MLI, na numeração romana) foi um ano comum do século XI do Calendário Juliano, da Era de Cristo, e a sua letra dominical foi F (52 semanas), teve início a uma terça-feira e terminou também a uma terça-feira.
No território que viria a ser o reino de Portugal estava em vigor a Era de César que já contava 1089 anos.
| Ano completo                       |
| ---------------------------------- |
| Ano comum com início à terça-feira |

## Eventos
- 19 de Maio - Casamento de Henrique I de França com Ana de Quieve.
- O reino do Algarve é anexado ao reino de Sevilha.

## Nascimentos
- 21 de Setembro - Berta de Saboia, imperatriz consorte e primeira esposa de Henrique IV, Imperador do Sacro Império Romano-Germânico, m. 1087.

## Mortes
- Ricardo II de Millau, Visconde de Millau e de Rodez, n. 1000.